# Apatania crymophila
Apatania crymophila är en nattsländeart som beskrevs av Mclachlan 1880. Apatania crymophila ingår i släktet Apatania och familjen Apataniidae. Inga underarter finns listade i Catalogue of Life.